# Ladislav Zadrobílek
Ladislav Zadrobílek (14. června 1916 Hrochův Týnec – 19. dubna 2002 Brno) byl spisovatel a válečný pilot Royal Air Force.

## Působení
Jako vojenský pilot působil v Československé armádě u 1. pluku, 32. letky v Hradci Králové do zániku Československé armády. Po obsazení Československa a vzniku protektorátu byl zařazen do cizinecké legie, odkud uprchl a nechal se nasadit v Britské armádě a Francouzské armádě. Válku přežil.

## Knihy
Ladislav Zadrobílek vydal knihu Moje cesta k Royal Air Force. V ní popisuje jak vypadal jeho útěk z Protektorátu Čechy a Morava, život v cizinecké legii a jak byl nasazen v Britské a Francouzské armádě.